# Christopher Sutton
Christopher Sutton (ur. 10 września 1984 w Caringbah) – australijski kolarz szosowy i torowy, zawodnik profesjonalnej grupy Sky Procycling.

## Najważniejsze zwycięstwa i sukcesy

### tor
- 2004
  -  1. miejsce w mistrzostwach Australii (wyścig punktowy)
- 2005
  -  1. miejsce w mistrzostwach Australii (madison)

### szosa
- 2005
  -  1. miejsce w mistrzostwach Australii do lat 23 (start wspólny)
- 2006
  - 1. miejsce w Cholet-Pays de Loire
- 2007
  - 1. miejsce na 4. etapie Circuit de la Sarthe
  - 1. miejsce na 1. etapie Tour du Poitou-Charentes
- 2008
  - 1. miejsce w Delta Tour Zeeland
  - 4. miejsce w Tour of Qatar
- 2009
  - 2. miejsce w Herald Sun Tour
    - 1. miejsce na 2., 3. i 4. etapie

  - 2. miejsce w Tour of Britain
    - 1. miejsce na 1. etapie
- 2010
  - 1. miejsce w Bay Classic Series
  - 1. miejsce na 3. etapie Brixia Tour
  - 1. miejsce na 6. etapie Tour Down Under
- 2011
  - 1. miejsce w Kuurne-Bruksela-Kuurne
  - 1. miejsce na 2. etapie Vuelta a España
  - 3. miejsce w Tour de l'Eurometropole
    - 1. miejsce na 2. etapie